# Vexillum renatoi
Vexillum renatoi is een slakkensoort uit de familie van de Costellariidae. De wetenschappelijke naam van de soort is voor het eerst in 2009 geldig gepubliceerd door Poppe, Tagaro & Salisbury.